# Saint-Michel (stanice metra v Paříži)

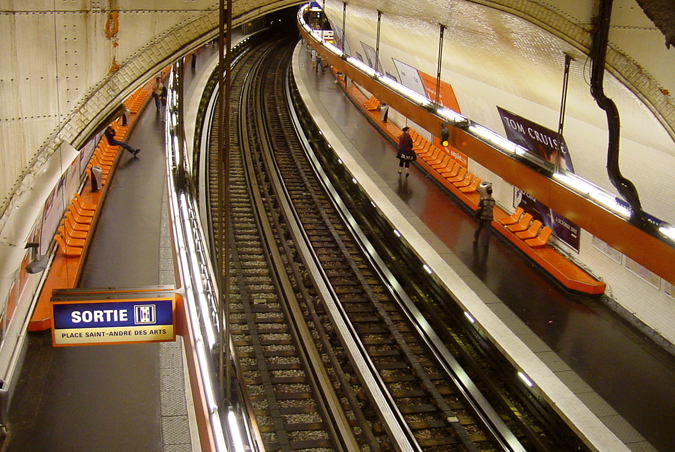
Nástupiště na stanici

Saint-Michel je stanice pařížského metra na lince 4 na hranicích 5. a 6. obvodu v Paříži. Nachází se pod náměstím Place Saint-Michel. Ze stanice je možný přestup na stanici RER Saint-Michel – Notre Dame, kde se kříží linky B a C.

## Historie
9. ledna 1910 byla zprovozněna linka 4 v úseku Châtelet ↔ Raspail, který spojil do té doby oddělenou severní a jižní část linky. Stanice byla ovšem otevřena až po půl roce 9. července.

## Název
Jméno stanice je odvozeno od bulváru Saint-Michel a náměstí Place Saint-Michel, pod nimiž se nachází. Název sv. Michal je podle kaple sv. Michaela, která se nacházela v královském paláci (dnes Justiční palác) na ostrově Cité.

## Vstupy
Stanice má několik východů na Place Saint-Michel.

## Zajímavosti v okolí
- Latinská čtvrť
- Fontána Saint-Michel z roku 1860
- Île de la Cité